# Rudolf Kolbe (Ziviltechniker)

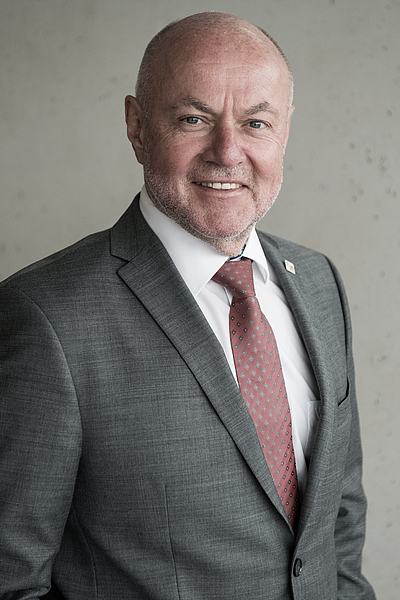
Rudolf Kolbe (2018)

Rudolf Kolbe (* 30. Dezember 1957 in Linz, Österreich) ist ein österreichischer Ziviltechniker für Vermessungswesen.

## Werdegang
Er absolvierte ein Studium an der Technischen Universität Wien und erhielt sein Diplom 1980. Der Titel seiner Diplomarbeit ist Erste Wiederholungsmessung des Deformationsnetzes Rabensburg – Bernhardsthal, Teil 2, Höhen.
Nach der Ziviltechnikerprüfung übernahm er 1986 von seinem Vater Eduard Kolbe das Ziviltechnikerbüro für Vermessungswesen in Schwertberg (Oberösterreich), in dem er 20 Mitarbeiter beschäftigte.
1996 erfolgte die Gründung des Unternehmens Kolbe – Grünzweil ZT GmbH, aus dem er sich am 31. Dezember 2020 zurückzog.
Seit 2005 ist er Geschäftsführer DK Vermessungsservice ZT-GmbH, Linz, Österreich.
1981 heiratete er Andrea Harrer, 1984 wurde die gemeinsame Tochter geboren.

## Ämter und Engagement
2003 war Kolbe Gründungspräsident des Europäischen Rates der Ingenieurkammern (European Council of Engineers´ Chambers (ECEC)). In dieser Funktion hat er dazu beigetragen, das Ansehen der österreichischen Ingenieurkonsulenten und damit auch Österreichs in Europa anzuheben.
Schon früh engagierte er sich ehrenamtlich für die Belange der Berufsgruppe in seinem Heimatbundesland. So war er von 2006 bis 2018 für drei Funktionsperioden Präsident der Kammer der Architekten und Ingenieurkonsulenten für Oberösterreich und Salzburg.
Parallel dazu engagiert er sich auf europäischer Ebene. So war er von 2010 bis 2015 erster Vizepräsident, danach von 2015 bis 2019 Präsident des europäischen Rates der Freien Berufe (CEPLIS) in Brüssel, danach Ehrenpräsident in der Nachfolge von Jacques Reignault. CEPLIS vertritt etwa dreißig europäische mono- und interprofessionelle Organisationen. Schwerpunkt seiner Tätigkeit ist der Umgang mit den vielfältigen Bestrebungen der Europäischen Kommission zur Deregulierung von nationalen Berufsregelungen mit dem Ziel, noch deutlicher sichtbar zu machen, dass Berufsregelungen, die auf falschen Wirtschaftswachstums-Hoffnungen und zu wenig Berücksichtigung von öffentlichen Interessen beruhen, fatale Folgen für Konsumenten haben können. Als Basis für einen ausgewogeneren Zugang zur Berufsregulierung zwischen öffentlichen Sicherheitsinteressen der Gesellschaft und rein wirtschaftlichen Interessen plant die Kategorie Freie Berufe im EWSA auch eine europaweit einheitliche Definition der Freien Berufe.
Seit 17. Jänner 2012 ist Kolbe Mitglied des Wirtschafts- und Sozialausschusses der Europäischen Union, tätig in den Fachgruppen „Beratende Kommission für den industriellen Wandel“, „Fachgruppe Außenbeziehungen“, „Fachgruppe Binnenmarkt, Produktion, Verbrauch“. Mit Beschluss der EU wurde seine Mitgliedschaft am 2. Oktober 2020 bis zum 20. September 2025 bestätigt.
Seit 2020 ist Rudolf Kolbe Präsident der österreichischen Bundeskonferenz der Freien Berufe (BUKO), dem Dachverband der neun Freiberufskammern in Österreich mit rund 85.821 Mitgliedern, die 170.000 Beschäftigte verzeichnen (Stand 9. Mai 2022). In der Funktion als Berichterstatter brachte er 2021 eine Initiativstellungnahme in den Europäischen Wirtschafts- und Sozialausschuss ein, einen Aktionsplan für geistiges Eigentum zur Förderung von Erholung und Resilienz der EU. Hierbei handelt es sich um einen ganzheitlichen Ansatz zur Modernisierung des Systems des geistigen Eigentums in der EU. Die Einführung eines einheitlichen Patentsystems gehört zu den obersten Prioritäten, um die Wettbewerbsfähigkeit der Unternehmen – vor allem KMU – erheblich zu verbessern. Neben den finanziellen Unterstützungsmaßnahmen muss ein besonderer Schwerpunkt auf den Ausbau des Wissens und Beratungsdienste gelegt werden. Hingewiesen wird, dass man trotz des Vorteils des wirtschaftlichen Potentials nicht auf etwaige unausgewogene Regelungen vergisst. Daher werden alle Maßnahmen zur Bekämpfung von Schutzrechtsverletzungen und eine Stärkung der Rolle des Europäischen Amtes für Betrugsbekämpfung beim Vorgehen gegen Nachahmungen begrüßt. Als Präsident der Freien Berufe warnte er insbesondere auch vor „Liberalisierungsbestrebungen“ der EU, die eine Dienstleistungsfreiheit vorschreibt, die dem in Österreich geltendem Beteiligungsverbot für fachfremde Unternehmen an Gesellschaften von Ziviltechnikern, Patentanwälten und Tierärzten zuwiderläuft.
Nach mehrjähriger Vizepräsidentschaft der Bundeskammer der Ziviltechniker Österreichs wurde er 2018 zum Präsidenten gewählt, eine Funktion, die er bis September 2022 innehatte. Dort vertrat er die Belange von rund 9000 Architekten und Zivilingenieuren aus über 60 Berufsgruppen. Die Bundeskammer gliedert sich in die Bundessektion Architekten und die Bundessektion Zivilingenieure, zu deren Aufgaben jene Angelegenheiten zählen, die die gemeinsamen beruflichen, sozialen und wirtschaftlichen Interessen der Mitglieder von zwei oder mehr Länderkammern berühren.
Seit dem 17. Juni 2025 ist Rudolf Kolbe Mitglied des ORF-Stiftungsrats und bekleidet dort ein Amt im Ausschuss für Finanzen und Technik. Des Weiteren ist er im ORF-Publikumsrat für die Bundeskonferenz der Freien Berufe (BUKO) vertreten und ist dort Mitglied des Präsidialausschusses.

## Auszeichnungen
- 2009 Verleihung des Berufstitels Baurat h. c. durch den Erlass vom 15. Dezember 2009 des Österreichischen Bundespräsidenten Heinz Fischer.
- 17. Juli 2019: Verleihung des Silbernen Ehrenzeichens des Landes Oberösterreich durch Landeshauptmann Thomas Stelzer.[18]
- 2023: Großes Ehrenzeichen für Verdienste um die Republik Österreich[19]
- 2024: Ehrenring der Bundeskammer der Ziviltechniker:innen[20]